# Canthigaster jamestyleri
Canthigaster jamestyleri, tên thông thường là cá nóc mặt vàng, là một loài cá biển thuộc chi Canthigaster trong họ Cá nóc. Loài này được mô tả lần đầu tiên vào năm 2002.

## Phân bố và môi trường sống
C. jamestyleri có phạm vi phân bố ở vùng biển Tây Bắc Đại Tây Dương. Loài này được tìm thấy từ bang Bắc Carolina, dọc theo bờ biển Hoa Kỳ xuống phía nam đến khắp vịnh Mexico và biển Caribe (đến ngoài khơi Curacao, Venezuela). Phạm vi phân bố của loài này có thể rộng hơn so với hiện tại. C. jamestyleri được tìm thấy ở xung quanh các rạn san hô trên đáy đá ở độ sâu khoảng từ 90 đến 115 m.

## Mô tả
C. jamestyleri trưởng thành có kích thước tối đa được ghi nhận là khoảng 8,5 cm. Cơ thể có màu nâu (thân trên màu nâu xám sẫm) với các đường vân chằn chịt. Hai bên thân có 2 đường sọc băng theo chiều dài cơ thể. Xung quanh mắt tỏa ra các vệt vàng và xanh lam.
Số gai ở vây lưng: 0; Số tia vây mềm ở vây lưng: 9; Số gai ở vây hậu môn: 0; Số tia vây mềm ở vây hậu môn: 9; Số tia vây mềm ở vây ngực: 15 - 16.
Cũng như những loài cá nóc khác, C. jamestyleri có khả năng sản xuất và tích lũy các độc tố như tetrodotoxin và saxitoxin trong da, tuyến sinh dục và gan. Mức độ độc tính khác nhau tùy theo từng loài, và cũng phụ thuộc vào khu vực địa lý và mùa.
Thức ăn của C. jamestyleri rất đa dạng, bao gồm các loài động vật giáp xác và động vật thân mềm.